# Wolf Call - Minaccia in alto mare
Wolf Call - Minaccia in alto mare (Le chant du loup) è un film del 2019 scritto e diretto da Antonin Baudry.
Tra gli interpreti principali figurano François Civil, Omar Sy, Mathieu Kassovitz, Reda Kateb e Paula Beer.

## Trama
Il Titan (Titane nell'originale), un sottomarino della Marine nationale francese, è in missione al largo di Tartus, sulla costa siriana, per recuperare di nascosto dei sommozzatori che si sono infiltrati in territorio ostile. Il sottomarino è al comando del comandante Grandchamp e dal suo secondo D'Orsi.
Durante l'avvicinamento alla costa, viene localizzata la presenza in superficie di una fregata iraniana, ma l'equipaggio confida di riuscire ad eludere la sorveglianza entrando in modalità silenziosa. In aggiunta, poco prima dell'espletamento della missione, l'"orecchio d'oro" del sottomarino, l'addetto al sonar  Chanteraide, capta un suono dubbio che non riesce a identificare esattamente. Dapprima pensa di riconoscere un sottomarino russo, anche se non corrisponde a nessuna imbarcazione attiva, ma poi finisce per classificare il suono come di origine biologica (probabilmente un capodoglio ferito). In realtà la fonte del rumore è umana e segnala la posizione del sottomarino agli iraniani, che lanciano delle cariche di profondità da un elicottero, mettendo in serio pericolo il sottomarino e la sua missione. Nonostante le difficoltà, il sottomarino riesce però ad emergere, a mettere fuori gioco l'elicottero e a recuperare i sommozzatori.
Quando il Titan torna alla base, la radio annuncia che la Russia sta invadendo le isole Åland finlandesi e che il presidente francese ha deciso di inviare una task force navale nel Mar Baltico a sostegno della Finlandia. Il governo russo minaccia quindi ritorsioni nucleari contro la Repubblica francese. Nonostante il disappunto dello Stato Maggiore di Marina per l'errore nell'identificazione del sonar, che ha esposto la missione del Titan e creato un incidente militare, in risposta all'escalation fra Russia e Francia, Grandchamp viene promosso al comando dell'Effroyable, un sottomarino lanciamissili nucleare, fiore all'occhiello della squadra francese, mentre D'Orsi assume il comando del Titan.
Nel frattempo Chanteraide cerca di scoprire la fonte del contatto sonar sconosciuto ascoltato in Siria. Per fare ciò è costretto ad entrare nel database dei tracciati tramite il computer di un suo ufficiale superiore (lo stesso che per punizione gli ha revocato i permessi di accesso e ha già deciso che la fonte del rumore debba essere attribuita ad un drone sottomarino). Le ricerche lo portano anche ad incontrare Diane, con la quale intreccia una relazione sentimentale. Alla fine scopre che la fonte del rumore è un sottomarino balistico russo, il Timur III, ritenuto erroneamente dismesso.

## Produzione

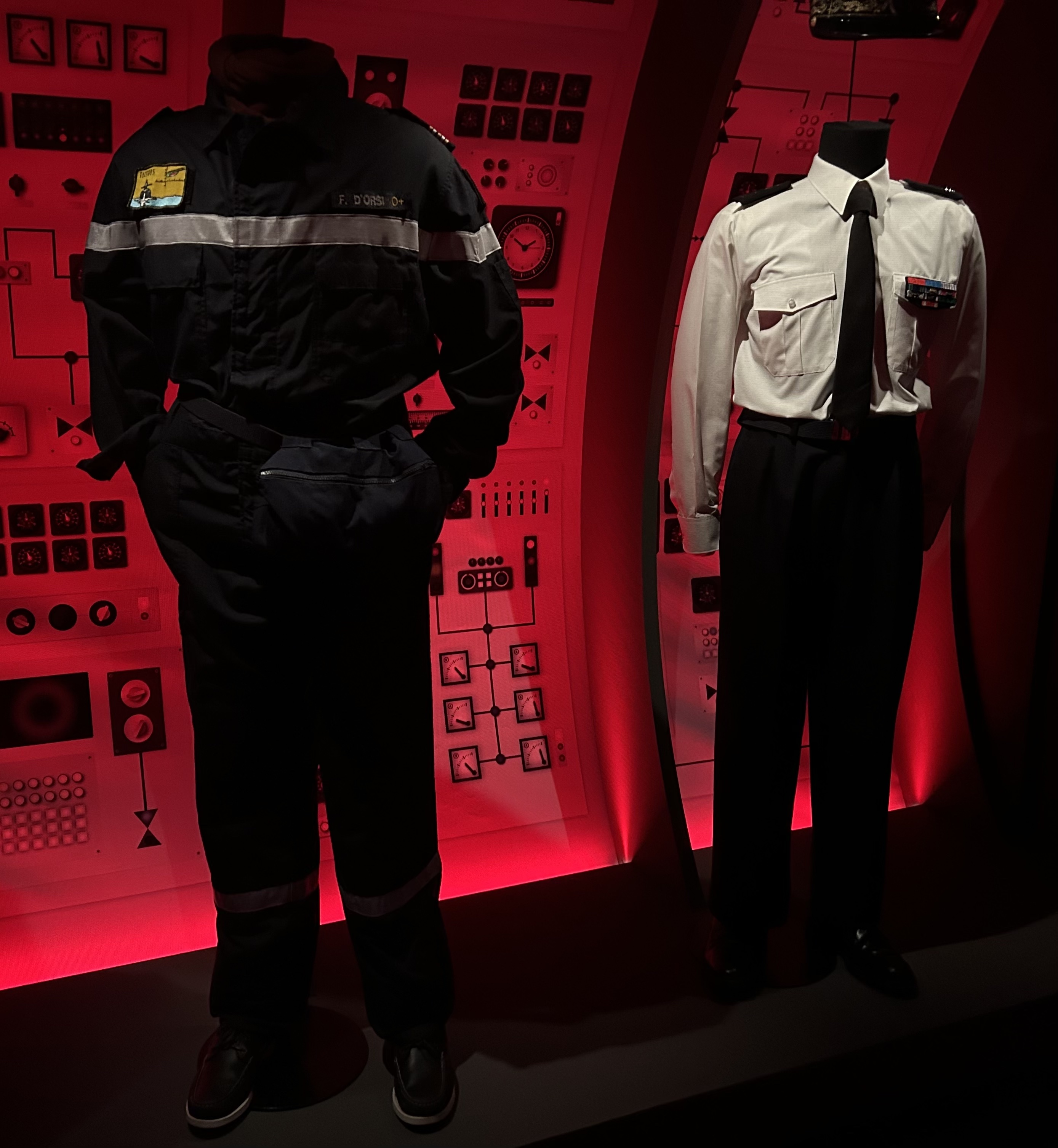
Costumi disegnati da Mimi Lempicka e indossati da Omar Sy e Mathieu Kassovitz nei ruoli del Comandante D'Orsi e dell'ammiraglio. Esposizione Mer et Cinéma, Musée de la Marine - Cinémathèque française, 2023-2024.

Le riprese hanno avuto luogo tra luglio e ottobre 2017 sulla penisola di Giens, a Île du Levant e a Brest.
Gran parte del film è stato girato a Brest, dove si svolge la trama del film, in particolare nella base navale e in diverse parti della città. Molte scene sono state girate nel porto di Brest, inclusa la scena finale.

## Distribuzione
Il film è stato distribuito nelle sale cinematografiche francesi il 20 febbraio 2019, mentre in quelle italiane il 27 giugno dello stesso anno.